# Väskindemästaren
Väskindemästaren är ett anonymnamn på en gotländsk bildhuggare verksam i slutet av 1100-talet och början av 1200-talet.
För Väskinde kyrka på Gotland utförde han kordörrens röste med knoppkapitäl, naturalistiska löv, en Kristusfigur i relief samt i röstets hörn en komposition av med en drake och lejon. Till kyrkan utförde han även ett väggskåp som pryds av reliefer med ett kvinnligt helgon och S:t Jakob med en resväska samt en pilgrimsmussla. 